# Birra Ichnusa
Birra Ichnusa è un marchio di birra prodotta in Sardegna, di proprietà del gruppo olandese Heineken.
Prende il nome da un'antica denominazione di origine greca dell'isola Ἰχνοῦσσα (Ichnoûssa, letteralmente "impronta"), per la somiglianza della conformazione costiera all'impronta di un piede.

## Storia

Il primo stabilimento in via Marche a Cagliari nel 1913

Nell'agosto del 1911 il comune di Cagliari cedette ad Antonio Birocchi e Aristide Giorgetti un terreno di 11529 m² all'inizio dello stradone che portava a Pirri, oggi viale Ciusa, esattamente tra via Marche, via Romagna e via Bacaredda nell'odierno quartiere La Vega (al tempo chiamato Is Stelladas, oggi residenziale e nei pressi del centro cittadino ma a quel tempo ancora area disabitata e adibita alla produzione industriale). I due assieme poi a Francesco Vincenzi vi impiantarono uno stabilimento birrario, utilizzando macchinari e tecnologia di origine tedesca e l'anno successivo, l'8 giugno 1912, fondarono l'Industria Birraria Ichnusa, adibita alla produzione di birra e del ghiaccio. L'inizio fu promettente ma il forte investimento iniziale e la scarsa disponibilità di capitali da parte dei promotori creò subito problemi nella gestione dell'azienda. Fiutandone le difficoltà ma capendone il potenziale intervenne Amsicora Capra, il principale imprenditore sardo attivo in quegli anni nel settore vitivinicolo e proprietario della Vinalcool, oltre che di aziende attive nella logistica direttamente collegata all'esportazione dei vini e dei liquori in Italia e in Europa. Egli infatti comprese che il commercio della birra sarebbe stato sinergico e non antagonista a quello del vino, ma soprattutto valutava necessario un ampliamento dell'offerta di prodotti della sua azienda alla luce dell'esplosione della filossera, che in poco tempo distrusse tantissimi vigneti sardi.
Capra offrì a Giorgetti e Birocchi un piano già utilizzato dalla Vinalcool in altre occasioni simili, ovvero essa fu disponibile a concedere un finanziamento immediato di 500.000 lire che i soci avrebbero garantito con cambiali e contestualmente si sarebbero impegnati a trasformare l'azienda da società di persone in società anonima per azioni, apportando come capitale il patrimonio dell'azienda (poi stimato in 800.000 lire). Successivamente a questa operazione, la Vinalcool sarebbe stata disponibile ad acquistare tutte le azioni, pagandole per metà in contanti e per metà permettendovi di divenire azionisti con il trasferimento di quattromila azioni proprie. La nuova società venne costituita il 1º dicembre 1915 e Società Anonima Birreria Ichnusa entrò nel portafoglio titoli della Vinalcool con lo stesso Amsicora Capra consigliere delegato. La nuova società sarebbe poi andata avanti con una gestione autonoma fino all'agosto del 1928, allorquando la Vinalcool avrebbe deciso (in un'operazione di riorganizzazione industriale e finanziaria, resa in parte necessaria da difficoltà operative) di procedere direttamente alla gestione produttiva e commerciale garantendo per l'affitto dell'esercizio industriale e commerciale di quella società un canone annuo di 100.000 lire nette. Nel 1940 poi la Società Anonima Birreria Ichnusa venne assorbita definitivamente nella Vinalcool e Birra Ichnusa ne divenne un marchio di quest'ultima.

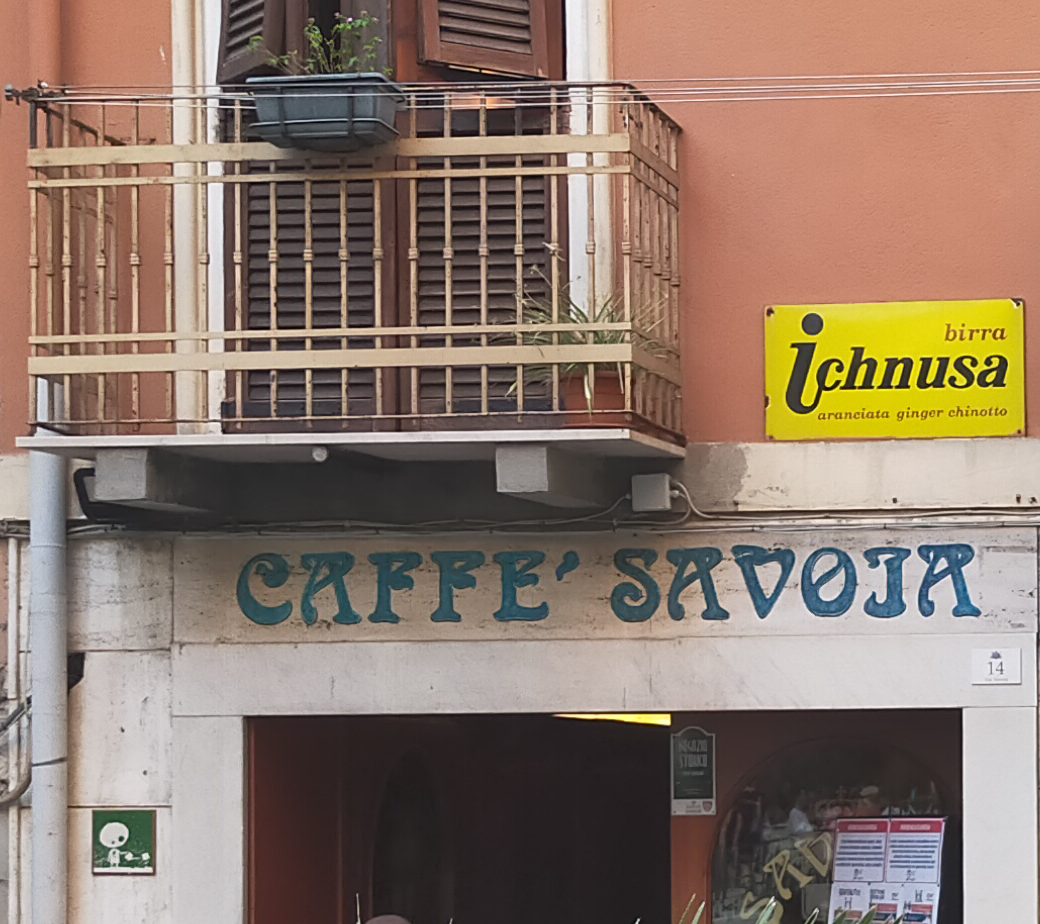
Una targa pubblicitaria in metallo in un bar di Cagliari testimonia la produzione, ormai cessata, da parte di Ichnusa di bibite analcoliche quali aranciata, ginger e chinotto

Per circa 30 anni dalla sua fondazione la produzione rimase confinata al solo ambito regionale, comunque con un discreto successo di vendite. La seconda guerra mondiale interruppe per qualche anno il lavoro, tanto che la Birraria di via Marche divenne nel 1943 un rifugio antiaereo contro i bombardamenti degli Alleati.
Nel dopoguerra, grazie a una maggiore pubblicità e a maggiori richieste da parte del mercato, la "nuova bevanda" vide invece aumentare considerevolmente la richiesta della birra, sia in Sardegna che nel continente.
La Vinalcool crebbe e iniziò a creare o acquisire delle società per azioni controllate per differenziare i mercati: la Vini Classici di Sardegna per il settore vinicolo, la S.P.A.I. (acronimo di Società Per azioni Agricola Industriale) e l'I.S.B.A. (acronimo di Industria Sarda Bevande Alimentari). La S.P.A.I. si occupò del settore della birra ed era la titolare del marchio Birra Ichnusa e tramite essa si decise nel 1963 di costruire una nuova unità produttiva ad Assemini nella zona industriale di Macchiareddu-Grogastu, un'area allora particolarmente ricca di falde acquifere. Lo stabilimento diventò operativo a partire dal 1967 e fu il primo in assoluto in Italia, ad installare serbatoi di fermentazione cilindro-conici verticali. Lo stabilimento storico a La Vega venne chiuso e definitivamente abbattuto nel 1975 per lasciar spazio a nuovi palazzi residenziali. Tramite l'I.S.B.A, con sede ad Abbasanta la Vinalcool si lanciò anche nella produzione di bibite analcoliche come la spuma, il chinotto, il ginger e l'aranciata, tutte anch'esse a marchio Ichnusa. La S.P.A.I. poi si trasformò successivamente in Birra Ichnusa S.p.A..
Nel 1981 la produzione raggiunse la cifra di 400000 hl all'anno, che diventarono 580 000 nel 1986, occupando 85 dipendenti; attirando gli investimenti stranieri. Nel 1986, il marchio Birra Ichnusa fu acquisito dalla multinazionale Heineken (al tempo Dreher) che mantenne, oltre alla ricetta, lo stabilimento ad Assemini, che venne ampliato per produrre anche altre birre del gruppo olandese. Con l'acquisizione da parte di Heineken, cessò la produzione delle bibite analcoliche a marchio Ichnusa.
Come commercializzazione Heineken ha utilizzato il Made in Sardinia del prodotto con sponsorizzazioni legate ai simboli della Sardegna e, in particolare, alla bandiera dei quattro mori, per posizionarla nel mercato italiano come birra locale, ma non confinata alla Sardegna. Nel maggio 2019 è stato presentato il progetto per l'aumento del 54% della capacità produttiva dello stabilimento di Assemini da 149 a 230 milioni di litri l’anno.

## Caratteristiche e varietà

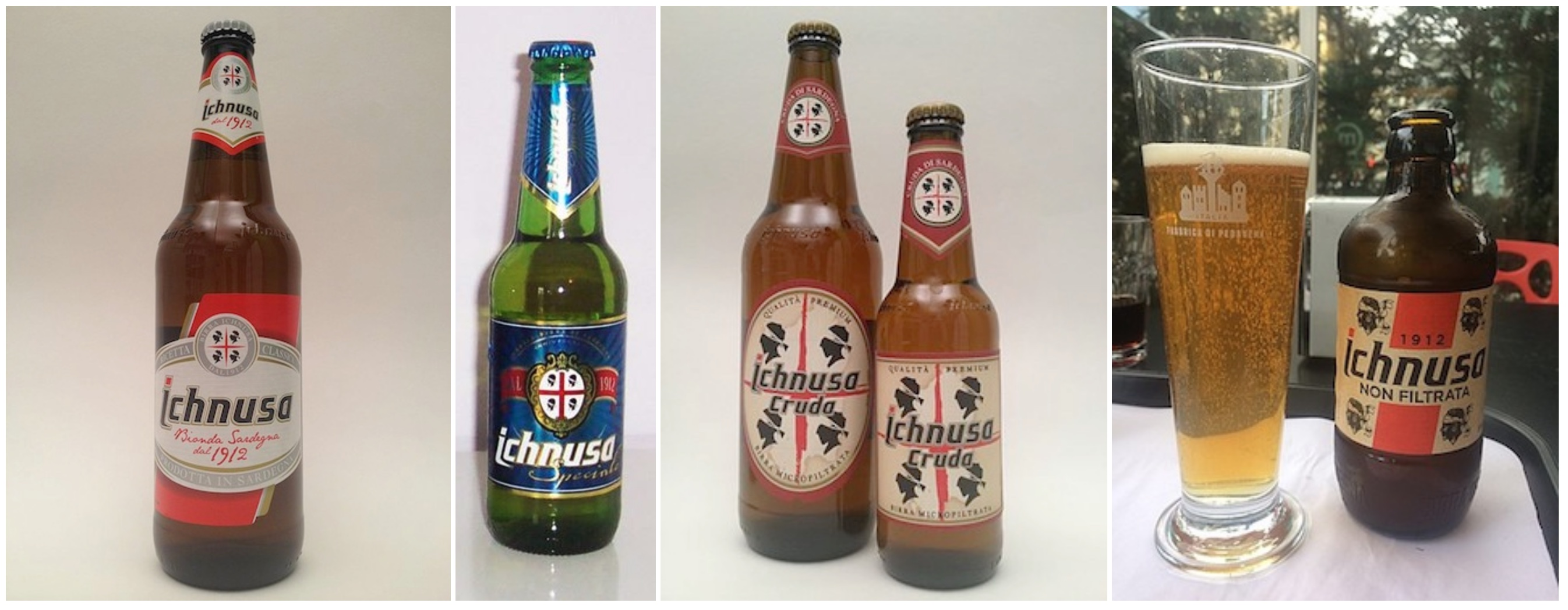
Da sinistra a destra i diversi prodotti Ichnusa: la bionda (con etichetta risalente al 2013), la Speciale, la Cruda e la Non filtrata.

Heineken Italia produce con il marchio Ichnusa una linea con quattro tipi di birra. Il prodotto principale, in commercio dal 1912, col nome Ichnusa, è una birra di tipo lager con gradazione alcolica di 4,7% e composta da acqua, malto d’orzo, granturco e luppolo. Il colore è dorato limpido e la schiuma è compatta e di grana fine non persistente.

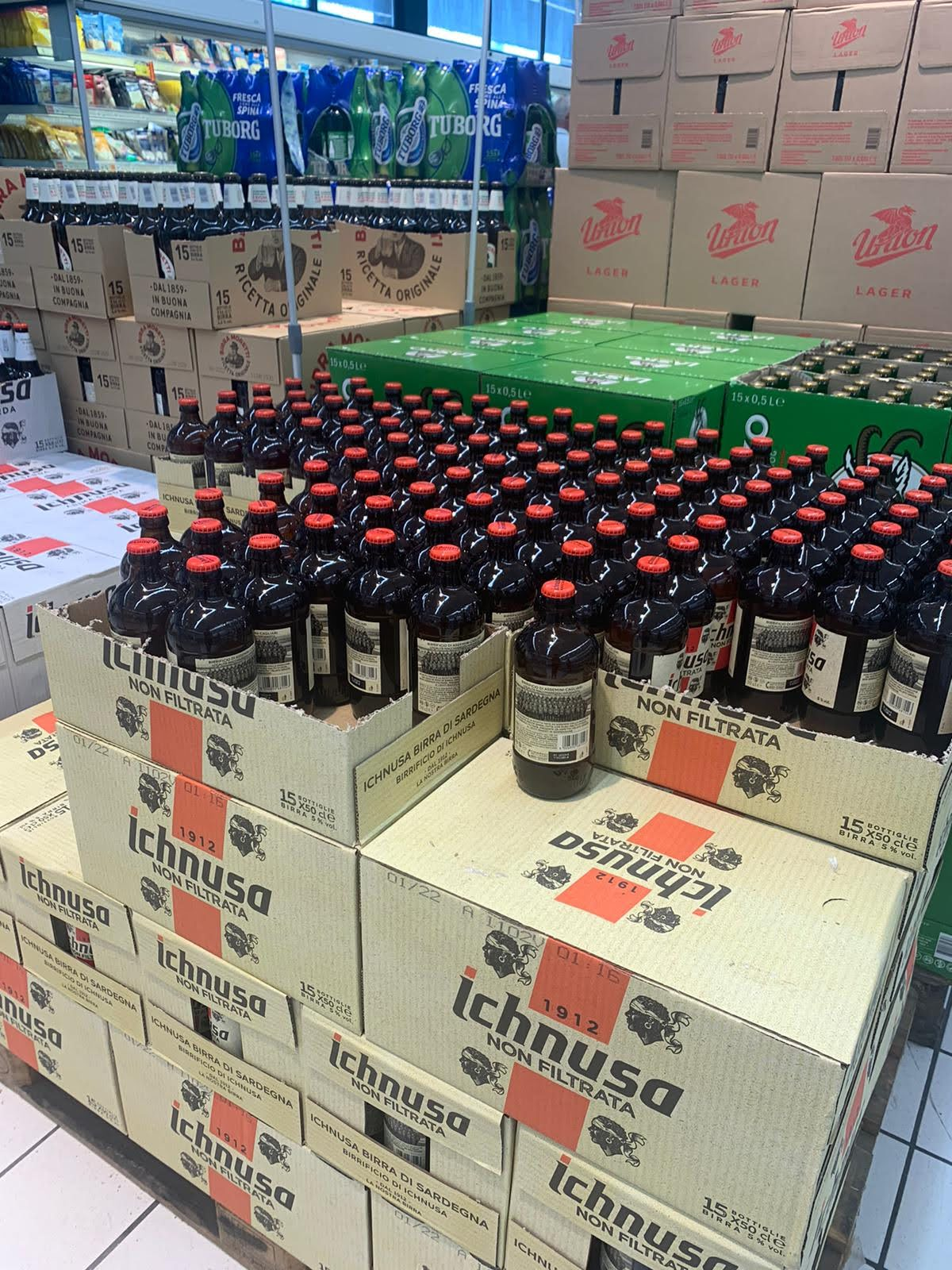
Bancale di Ichnusa non filtrata in un supermercato Famila di Trieste

Nel 2017, per festeggiare il 50º anno del birrificio di Assemini, viene immessa sul mercato l'Ichnusa Non Filtrata, una lager al 5%  senza processo di filtrazione, realizzata con 100% puro malto d’orzo e di colore dorato e luminoso con una particolare velatura grazie ai lieviti rimasti in sospensione e una schiuma persistente. Rispetto alla versione "classica" ha un sapore erbaceo con note di frutta gialla. Rispetto alle altre birre della linea si distingue per la particolare forma della bottiglia, più tozza e da un collo più corto.
Dal 2007 è venduta una birra non pastorizzata, al 4,9% di gradazione alcolica, che con un processo di microfiltrazione dei lieviti mantiene un sapore più intenso. Inizialmente commercializzata col nome di Jennas (in lingua sarda significa porta, ispirata dal toponimo originario del massiccio del Gennargentu), dal 2012 in occasione del centenario del marchio è stata rinominata Ichnusa Cruda. Questo prodotto è l'unica che mantiene in etichetta il logo precedente al restyling del 2017.
Dal 2014 è prodotta l'Ichnusa Limone, un radler che combina un 40% di Ichnusa classica con un 60% di succo di limone creando una bevanda al 2% di gradazione alcolica dal sapore leggero di limone con percettibili note amare date dalla luppolatura.
A inizio 2023 è stata lanciata la varietà Ambra Limpida, una lager a bassa fermentazione con un grado alcolico del 5%. Lanciata nel dicembre precedente in anteprima solo alla spina e in alcuni locali dell'Isola e distribuita da gennaio anche a livello industriale, il prodotto viene confezionato in un particolare tipo di bottiglia ispirato a un esemplare ritrovato nell’archivio storico. La bevanda è prodotta con una selezione di malti d’orzo, caramello, cereali, luppoli e l'aggiunta di un tocco di riso coltivato nella provincia di Oristano.
In passato sono state lanciate altre due specialità di birre. In occasione del 90º anniversario dell'azienda nel 2002, venne presentata sul mercato l'Ichnusa Speciale, con una gradazione alcolica di 5,6% e l'aggiunta, rispetto alla versione tradizionale, di una selezione di diversi luppoli che le diedero un retrogusto di frutta secca e di fiori di campo. Questa birra non è più reperibile nella grande distribuzione e non è reclamizzata dalla stessa Heineken Italia ma solo dal suo distributore. Nel 1999 invece venne creata la Spirtu, una birra aromatizzata al profumo di mirto di cui mantiene il retrogusto secco. Prodotta a bassa fermentazione, aveva il 5% di gradazione alcolica e conteneva luppolo, malto, lievito e aroma naturale di mirto. Tuttavia, causa lo scarso successo di vendite, venne ritirata dal mercato l'anno successivo.
| Denominazione         | Prodotta dal | Grad.alc. | Colore                       | Aspetto             | Gusto                                                                | Corpo             | Schiuma                                | Note                                       |
| --------------------- | ------------ | --------- | ---------------------------- | ------------------- | -------------------------------------------------------------------- | ----------------- | -------------------------------------- | ------------------------------------------ |
| Ichnusa               | 1912         | 4,7%      | Dorato                       | Limpido             | Moderatamente amaro                                                  | Leggero           | Compatta, di grana fine                |                                            |
| Ichnusa non filtrata  | 2017         | 5%        | Dorato                       | Leggermente torbido | Moderatamente amaro                                                  | Intenso e rotondo | Persistente                            |                                            |
| Ichnusa Cruda         | 2012         | 4,9%      | Dorato                       | Limpido             | Moderatamente amaro                                                  | Leggero           | Compatta, di grana fine                | Inizialmente prodotta con il nome Jennas   |
| Ichnusa Limone        | 2014         | 2,0%      | Paglierino                   | -                   | Leggero di limone con percettibili note amare date dalla luppolatura | Scarno            | Compatta e aderente                    |                                            |
| Ichnusa Ambra Limpida | 2023         | 5,0%      | Dorato con sfumature ambrate | Limpido             | Equilibrato                                                          | -                 | Compatto e persistente                 |                                            |
| Ichnusa Speciale      | 2002         | 5,6%      | Paglierino                   | Riflessi dorati     | Deciso                                                               | Pieno e rotondo   | Candida, fine e abbastanza persistente | Non disponibile nella grande distribuzione |
| Spirtu                | 1999         | 5%        | Paglierino                   | Limpido             | Aromatizzata al mirto                                                | Leggero           | Fine e persistente                     | Ritirata dal commercio nel 2000            |

## Formato
Le Birra Ichnusa vengono prodotte sia in bottiglia per il mercato tradizionale sia alla spina per il settore della ristorazione. Tuttavia solo l'Ichnusa e la Non filtrata vengono prodotte per entrambi i formati. Per quanto riguarda le bottiglie, la tradizionale viene prodotta nei formati 33 e 66 cl, oltre il formato da 20 cl per l'Horeca. Per via del diverso formato della bottiglia invece la Non filtrata viene prodotta nel formato da 50 cl e per la ristorazione nei formati da 20 e 33 cl. La Cruda solo nei formati 33 e 66 cl per ogni tipo di distribuzione mentre il Radler nell'unico formato da 33 cl.
Il formato da 20 cl storicamente in Sardegna prende il nome in lingua sarda di "sciopinu" (anche italianizzato in "scioppino") mentre il formato da 33 cl è chiamato "birroncino". Un'altra tradizione diffusasi nei bar dell'isola è l'Ichnusa bendata, ovvero quando la bottiglia, una volta stappata, viene "bendata" con un tovagliolino, ritenendo che in tal modo la birra mantenga intatta la sua qualità.
In lattina viene invece prodotta solo l'Ichnusa tradizionale nei due formati da 33 cl e da 50 cl.

## Produzione
La produzione avviene dal 1967 solamente nello stabilimento di Assemini, nella zona industriale di Macchiareddu-Grogastu, il più antico birrificio presente in Sardegna. Si estende su una superficie di oltre 160.000 metri quadrati circondato da un'area verde di oltre 15 ettari e vi sono impiegati 93 addetti e vengono interamente prodotte e imbottigliate Ichnusa, Ichnusa Non Filtrata, Ichnusa Cruda e Ichnusa Limone.
Dal 2013 ha raggiunto traguardi importanti in tema sostenibilità e sicurezza, con il taglio del 60% delle emissioni di CO2, del 36% dei consumi di energia termica, del 22% dei consumi di energia elettrica e del 12% di quelli dell’acqua. L'attenzione alla sicurezza sul lavoro ha portato al traguardo di nove anni consecutivi senza infortuni nello stabilimento dal 2010.
La produzione della bevanda avviene in quattro passaggi:
1. Ammostamento:  Viene trasformato il malto in mosto, che viene poi travasato in una caldaia e portato ad ebollizione. In questa fase di cottura si aggiunge il luppolo che conferirà alla birra il tipico sapore amarognolo.
2. Fermentazione: Ci sono due tipologie di fermentazione, bassa e alta. La bassa fermentazione dura 7 giorni a una temperatura tra i 7 e i 12 °C e dà origine alle birre più classiche e diffuse. L'alta fermentazione invece, dura solo 3 giorni ad una temperatura tra i 18 e i 25 °C e viene utilizzata per la produzione di birre fruttate. Gli attuali prodotti del marchio vengono preparati solo a bassa fermentazione.
3. Maturazione e filtrazione: La birra riposa per due o quattro settimane in appositi serbatoi. Una volta fermentata e lasciata maturare si passa alla filtrazione, dove la parte liquida viene divisa da quella solida, ed eventualmente alla pastorizzazione, che consiste nel portare la birra a una temperatura di 60 gradi distruggendo così alcuni microrganismi presenti e dando al prodotto maggiore conservabilità. Il prodotto Ichnusa Non filtrata salta il processo di filtrazione, mentre l'Ichnusa Cruda salta quello di pastorizzazione.
4. Degustazione: Una volta ottenuto il prodotto finale si può passare al confezionamento e alla degustazione a campione per il controllo qualità.

## Marketing

### Etichette speciali

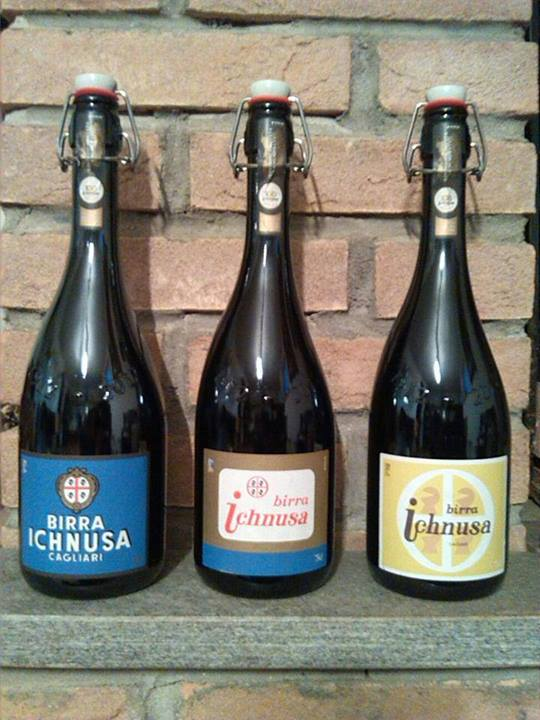
Tre bottiglie create per il centenario del marchio.

Oltre alle etichette della birra tradizionale che si sono succedute con vari ridisegni, già negli anni '50, sotto la gestione Vinalcool, venne creata un'etichetta speciale dedicata alla città di Cagliari. La birra, chiamata Three Towers Pilsener Beer raffigurava su sfondo blu l'immagine del quartiere Castello con appunto le sue tre torri: la Torre di San Pancrazio, la Torre dell'Elefante e la Torre del Leone (quest'ultima oggi inglobata nel Palazzo Boyl). L'etichetta recitava anche Ichnusa's Special blend.
Nel 2012, in occasione del centenario fu creata una serie di birre da 66 cl e da 75 cl con "tappo meccanico" con la riedizione di quattro tra le varie etichette utilizzate nella storia della marca: quella blu intenso con la scritta "Birra Ichnusa Cagliari" (l'unica col nome della città natale) e i quattro mori utilizzata nel periodo precedente alla seconda guerra mondiale, una risalente al dopoguerra di colore giallo intenso con i quattro mori racchiusi in un ovale bianco, la terza di colore bianco contornata da un bordo dorato e la base celeste, tipica degli anni '70-'80 e l'ultima con la tipica losanga rossa spezzata dal logo inscritto in un poligono dorato.
Lattine e bottiglie celebrative furono prodotte anche in occasione dei Mondo Ichnusa del 2012 e 2013.
Dal 2019 è stata creata una specifica linea dedicata all'Horeca chiamata Vuoto a buon rendere, la quale prevede appunto il ritorno in birrificio dei vuoti a rendere per un riutilizzo fino a 20 anni della stessa bottiglia. Differentemente dalle bottiglie destinate alla GDO esse presentano, in ciascun formato (66, 33 e 25 cl) il tappo di colore verde e una scritta "rispetto, riuso e impegno", nel collo della bottiglia.

### Eventi e iniziative

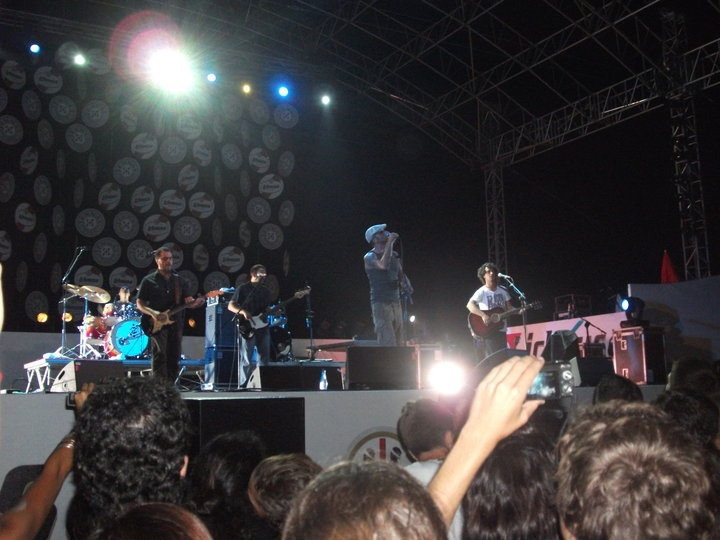
Neffa in concerto al Mondo Ichnusa del 2010.

Nel 2018 e nel 2019 è stata lanciata una campagna di sensibilizzazione per la salvaguardia dell'ambiente chiamata #ILNOSTROIMPEGNO. L'azienda assieme al Cagliari Calcio, alla Dinamo Sassari e a Legambiente si sono impegnati in una raccolta di rifiuti abbandonati che deturpano il territorio sardo in quattro tappe, due a Cagliari, una a San Vero Milis e una a Sassari nel lago di Baratz.
Dal 2009 si svolge il Premio Ichnusa, un’iniziativa rivolta inizialmente al corso di marketing della Facoltà di Scienze economiche, giuridiche e politiche dell'università degli Studi di Cagliari ma negli anni estesa anche agli studenti delle facoltà di Studi Umanistici. Essa prevede una prima fase di seminario e, in seguito, lo sviluppo di un progetto di valorizzazione del marchio, che permette di svolgere a uno degli studenti partecipanti un tirocinio retribuito della durata di sei mesi all'interno del reparto commercializzazione di Ichnusa.
Ichnusa a inizio degli anni 2000 ha legato la sua immagine alla musica. Dal 2008 al 2016 organizzò il Mondo Ichnusa, una kermesse di tre giorni di concerti gratuiti sulla spiaggia. La prima edizione, con i Tiromancino, Frankie hi-nrg mc e Daniele Silvestri, si tenne al Poetto a Cagliari e lì si volse fino al 2012, per poi altre quattro edizioni a Marina di Torre Grande a Oristano. Sui palchi delle spiagge sarde suonarono gli Afterhours, J-Ax, i Sud Sound System, Neffa, i Negrita, i Litfiba, Alex Britti, Max Gazzè, Malika Ayane, Salmo e i Subsonica. La manifestazione nel 2017 non venne più riproposta in quanto Heineken scelse di concentrare i propri sforzi per pubblicizzare il marchio in Italia invece che internamente al mercato sardo. Dal 2013 al 2015 ci fu l'Ichnusa Music Contest, concorso musicale realizzato in partenariato con Rock TV che puntava a selezionare le migliori bande emergenti sarde e premiava queste con l'apertura delle serate del Mondo Ichnusa. Nell'estate 2010 sponsorizzò anche il concerto di Ligabue rinominandolo Ichnusa Live Fest.
Strettamente legato al concerto, negli stessi anni organizzò assieme a Nikon il Concorso Fotografico Eccellenza sarda, dedicato ai valori e alle bellezze della terra sarda rivolto a fotografi residenti in Sardegna o di origini sarde.

### Pubblicità e sponsorizzazioni

La formazione del Cagliari Calcio 1969-1970 vincitrice dello Scudetto. Si nota in alto un cartellone pubblicitario della Birra Ichnusa, già allora tra gli sponsor della squadra.

Il marchio Ichnusa è stato nei decenni spesso promosso attraverso pubblicità tradizionali, quali cartellonistica, inserzioni sui giornali e annunci televisivi. Di quest'ultimi se ne ricordano alcuni famosi come quello del 1994 con una canzone cantata dai Tazenda e l'annuncio per il centenario del marchio realizzato dal regista Alessandro D'Alatri e intitolato “Un film d'altri tempi”, trasmesso a pagamento su alcuni canali televisivi nazionali e locali L'annuncio invece realizzato nel 2017 contestualmente all'ultimo ridisegno del marchio, prodotto dall'agenzia Leo Burnett e diretto dal regista David Holm, ha vinto il premio come miglior annuncio nella sezione bevande e alimenti al 49º Key Award. Un'evoluzione dello stesso annuncio è stata realizzata nel 2019 per la campagna #ILNOSTROIMPEGNO con Legambiente e ha visto partecipi anche Gianmarco Pozzecco e Nicolò Barella.
Sono stati usati 3 slogan nelle campagne di sponsorizzazione del prodotto: negli anni settanta fu La birra dalla I lunga, aspetto sottolineato anche graficamente nel logo, con la I che progressivamente è stata ridotta coi vari restyling, poi per circa quattro decenni è stato utilizzato Bionda Sardegna e dal 2017 il claim è Anima sarda. Questi ultimi due slogan sono stati stampati nel terzo millennio anche nell'etichetta del prodotto.
L'azienda è legata alla Sardegna anche attraverso lo sport: per diversi anni, in varie fasi della sua storia, è stata tra gli sponsor secondari del Cagliari Calcio e dalla stagione 2016-2017 è diventata main sponsor sulle maglie da gioco. Dal 2012 inoltre è gold sponsor della Dinamo Sassari, storica società cestistica sassarese campione d'Italia nel 2014-2015.